# トランスメディア (ブランド体験開発会社)
株式会社トランスメディア（英: TRANSMEDIA Co .,Ltd.）は、東京都港区に本社を置き、インターネットを用いたブランド体験開発を行う日本の企業。

## 概要
2012年12月に株式会社トランスメディア（略称：TM）を設立。「インターネットを駆使したブランド体験開発会社」として、企業のインターネットコンテンツの開発を支援している。
2013年9月に開設したWebマガジン「ethica（エシカ）」の運営やブランドスタジオ事業を展開している。
兄弟会社に、デジタルインテグレーション事業、PRエージェンシー事業を担う株式会社トランスメディア・デジタル（略称：TMD）と文化事業、映像事業を担う株式会社トランスメディア・クリエイターズ（略称：TMC）がある。
2020年1月に事業停止を発表したトランスメディアは無関係の同名企業である。

## 沿革
- 2012年
  - 12月　株式会社トランスメディア（略称：TM）を港区白金2丁目に資本金777万円で設立。
- 2013年
  - 1月　口コミや紹介をきっかけに企業経営層・事業責任者からマーケティングやブランディング支援の相談多数。
  - 3月　顧客の評判から映像制作・CI/VI開発・キービジュアル開発・BrandoBook制作・ホームページ制作等の引合が増大。以後4年間は紹介をメインとした「一見さんお断り」方式を採用。
  - 4月　代表の大谷が京都府の広報支援開始。
  - 9月　Webマガジン「ethica（エシカ）」をグランドオープン。国際文化会館にてプレス・イベントを開催。
- 2014年
  - 4月　メディア事業に対する追加投資育成を目的に（株）トランスメディアを資本金1,000万円に増資。
- 2015年
  - 11月　オフィスの拡張性と機動力強化を目的に本社を南麻布3丁目・編集部を白金1丁目に移転。
  - 12月　東京国際フォーラムにて開催のアドテック東京に出展。
- 2016年
  - 4月　Webマガジン「ethica（エシカ）」の広告販売を開始。
- 2017年
  - 1月　デジタルエージェンシー事業を分社独立し（株）トランスメディア・デジタル（略称：TMD）を資本金300万円で設立。
  - 3月　全国47都道府県向けに地域活性化支援を目的としたキャンペーン商品をリリース発表。
  - 4月　在日大使館・在日政府観光局向けに「日本だけではなく、外国にもイイ。」キャンペーン商品をリリース発表。
  - 5月　ニュージーランド大使館主催の「ニュージーランドフェアin南池袋公園」にWebマガジン「ethica（エシカ）」が出展。
  - 6月　日経BP社と「Webマガジンethica×日経おとなのOFF連動 パッケージ」を共同開発。「日経おとなのOFF」とのタイアップ商品を発表。
  - 8月　日経BP社と『エコ・サステナブルメッセージ パッケージ』を共同開発。「ecomom（エコマム）」とのタイアップ商品を発表。
  - 9月　発酵食品と、健康や環境に優しい生活を提案する中目黒高架下ライフスタイルショップ「85（ハチゴウ）」とWebマガジン「ethica（エシカ）」がコラボレーションを実施。
  - 10月　働き方改革と企業の持続的成長を目的に、南麻布３丁目「Daiwa麻布テラス」にオフィスを統合。
- 2018年
  - 3月　「サステナブル・ブランド国際会議」2018東京のメディアパートナーにWebマガジン「ethica（エシカ）」が選出。
  - 6月　創業3社目となる（株）トランスメディア・クリエイターズ（略称：TMC）を資本金300万円で設立。同日プロデュース初作品となる主演・国木田彩良『IN-EI RAISAN』製作発表会を撮影ロケ地となった両足院（建仁寺内）で実施。
- 2019年
  - 1月　「サステナブル・ブランド国際会議」201９東京のメディアパートナーにWebマガジン「ethica（エシカ）」が選出。
- 2020年
  - 1月　「サステナブル・ブランド国際会議」2020横浜のメディアパートナーにWebマガジン「ethica（エシカ）」が選出。